# Ramal ferroviario Casilda-Melincué
El Ramal Casilda - Melincué pertenece al Ferrocarril General Bartolomé Mitre de la red ferroviaria de Argentina.
Fue construido en 1888 por el Ferrocarril Oeste Santafesino.

## Servicios
No presta servicios de pasajeros. Sólo corren trenes de carga de la empresa Nuevo Central Argentino.